# Moeketsi Majoro
Moeketsi Majoro (ur. 3 listopada 1961) – polityk lesotyjski.
Ukończył ekonomię na Uniwersytecie Narodowym Lesotho, gdzie w latach 1991–2000 pracował jako nauczyciel akademicki. W latach 2013–2015 pełnił funkcję ministra planowania i rozwoju w rządzie Toma Thabane. W 2017 został wybrany deputowanym do parlamentu z okręgu Thetsane. W latach 2017–2020 pełnił funkcję ministra finansów w kolejnym rządzie Toma Thabane. 20 maja 2020 objął funkcję premiera Lesotho. Jego rząd został zaprzysiężony następnego dnia z liderem Kongresu Narodowego Mathibeli Mokhothu jako wicepremierem. Zastąpiony 28 października 2022 przez Sama Matekane.